# NOSTALGIA (face to aceのアルバム)
『NOSTALGIA』（ノスタルジア）は、日本の音楽ユニット・face to aceの4枚目のオリジナル・アルバム。

## 概要
前作『FIESTA』から約2年ぶりとなるオリジナル・アルバム。

## 収録曲
1. 街の灯
2. 冬の花
3. ノスタルジア
4. LIFE
5. SPELL ON ME
6. OLD ROBIN HOOD
7. FAIRY TALE
8. TOUGH!
9. 遠くへ
10. 雪化粧
11. ...has come